# Abre-Campo
Abre-Campo là một đô thị thuộc bang Minas Gerais, Brasil. Đô thị này có diện tích 471,055 km², dân số năm 2007 là 12867 người, mật độ 28,3 người/km².